# VV Lemelerveld
VV Lemelerveld is een op 1 mei 1945 opgerichte Nederlandse amateurvoetbalvereniging uit Lemelerveld, gemeente Dalfsen. De thuiswedstrijden worden op het "Sportcomplex Heidepark" gespeeld. De clubkleuren zijn oranje en wit. Het tenue bestaat uit een wit shirt met een verticale oranje baan, een wit broekje en oranje kousen.
Het standaardelftal speelt in de Tweede klasse zondag van het KNVB-district Oost (2020/21).

## Historie

### Het begin tot de jaren 60
Voetbal Vereniging Lemelerveld werd op 1 mei 1945 opgericht, maar voetbal in Lemelerveld gaat al veel verder terug. De eerste foto's dateren uit 1929. Clubs als Blauw Wit, Red Boys en Stormvogels speelden onderling voetbalwedstrijden op de weilanden rondom het dorp.
Na de oorlog streek in Lemelerveld een man neer die een grote stempel op de net opgerichte vereniging zou drukken, Jan Hagedoorn. Hagedoorn ontpopte zich tot manusje-van-alles. Hij regelde alle voetbalzaken en met zijn onvervalste Rotterdamse humor en accent was hij snel bekend bij velen. In de zomerperiode kwam hij naar Lemelerveld.
Begin jaren 50 was Jan Dollenkamp een van de beste voetballers van het dorp. Dollenkamp was zoon van de plaatselijke schoenmaker. Achter de schoenenzaak van Dollenkamp was het eerste voetbalveld gelegen. Als het gras te lang werd kwam een herder met zijn schaapskudde van de Lemelerberg om het gras weer kort te maken. Café Restaurant Reimink werd door de spelers gebruikt als kleedruimte. Na de wedstrijd konden de voetballers zich daar wassen onder de grote pomp. Café Restaurant Reimink was tot begin jaren 70 tevens het clubhuis. In 1974 kocht de voetbalvereniging Lemelerveld in Apeldoorn een voormalig barak van het zusterhuis van het ziekenhuis. Deze barak werd ingericht als kantine voor handbal en voetbal.
De competities van begin jaren 50 verliepen succesvol. In deze periode waren er drie seniorenteams. Het eerste elftal bereikte de tweede klasse. Inmiddels was de vereniging verhuisd van het veld achter Dollenkamp naar de Sikkensteege, de huidige Nieuwstraat. De gemeente Ommen pachtte van de familie Reimink een perceel weiland waar een modern voetbalveld met bijbehorende faciliteiten werd aangelegd. Door de emigratie van Jan Dollenkamp naar Canada en het vertrek van Henk Bosch naar Zweelo liepen de successen terug.

### Jaren '60 tot jaren 80
In 1965 kocht de gemeente Ommen een stuk grond van de erven Kingma en konden het huidige eerste en tweede veld worden aangelegd. Om geld in te zamelen onder de bevolking voor de bouw van de kleedkamers werd rond de jaarwisseling een oliebollenactie georganiseerd. Er kwam een trainingsveld met enkele lichtmasten. Sportief gezien verliep het allemaal stukken minder. In 1965 degradeerde het eerste elftal naar de derde klasse van de KNVB-afdeling Zwolle. Tijdens een jaarvergadering werd zelfs een voorstel gedaan om de vereniging op te heffen. Dat het niet zover kwam was te danken aan een drietal jongeren. Ze wisten de voorzitter ervan te overtuigen dat met meer jeugddoorstroming de successen vanzelf weer zouden komen. Ze kregen meer dan gelijk. Herman Sibelt was in deze tijd de grote man. Met de jongeren promoveerde Lemelerveld binnen enkel jaren naar de eerste klasse. Sibelt nam de jeugd onder zijn hoede. Hier plukte de vereniging later de vruchten van.
In de periode hierna werd Deventenaar Jan Bulteel hoofdtrainer van de vereniging. Hij bracht moderne oefenstof en het eerste elftal kreeg met Jos Herbrink en Harry Poelhekke enkele jeugdige talenten die Lemelerveld een vaste plek in de 4e klasse KNVB bezorgden. In 1972 bleek er opnieuw ruimtegebrek en werd aan de zijde van het zwembadlaantje een derde veld aangelegd met een groot trainingsveld. De groei ging gestaag door, meer jeugd en inmiddels een vijftal seniorenteams. Tevens werd er een vrouwenvoetbaltak opgericht.
In 1979 kwam er een einde aan het tijdperk Jan Hagedoorn. In een bomvolle zaal Reimink nam Hagedoorn afscheid en werd hij door Jo van Marle, toen nog voorzitter van de KNVB afdeling Zwolle, onderscheiden voor al zijn verdiensten. Ook werd hij koninklijk gehuldigd.

### Jaren '80 tot jaren 90
Het sportieve hoogtepunt van de vereniging volgde op 12 mei 1985. Lemelerveld en Heino streden tot de laatste competitiedag om het kampioenschap. Heino volgde op één punt en op de laatste speeldag viel de beslissing. Bijna 5000 mensen kwamen naar het Gemeentelijk sportpark in Heino en na een spannende wedstrijd die in 1-1 eindigde kon de vlag in top. Lemelerveld promoveerde naar de derde klasse. Festiviteiten rond het 40-jarig jubileum werden uitgesteld. Jan Hagedoorn overleed na een korte periode van ziekte op 14 oktober 1985 op 74-jarige leeftijd.
Herman Kleine Koerkamp was inmiddels gekozen als opvolger van voorzitter Jo Kemper. Met het nieuwe bestuur kwam snel overeenstemming en met de inzet van vele voetballeden verrees in 1985 een nieuwe sporthal. Begin 1987 werd de oude zusterbarak gesloopt en werd met hulp van de leden een nieuw clubhuis gebouwd. De Lemelerveldse voetballers bleken niet stil te kunnen zitten, in 1991 werd een grote tribune gebouwd.

### Jaren '90 - heden
Herman Sibelt werd opnieuw aangesteld als trainer en hij voerde Lemelerveld direct terug naar de derde klasse. Het seizoen 1996/97 was een roerig seizoen. Al na enkele wedstrijden trok Herman Sibelt zich terug, onder andere vanwege gezondheidsredenen. De tweede trainer Harry Poelhekke verving Sibelt totdat de vereniging de landelijke pers haalde door het aantrekken van de bij RKC Waalwijk ontslagen trainer Cees van Kooten. Onder zijn leiding ging de vereniging met sprongen vooruit. De vruchten plukte zijn opvolger Van Norel. Het seizoen 1997/98 behaalde de vereniging wederom het klassekampioenschap na een beslissingswedstrijd bij SV Heeten tegen Voorwaarts Twello. Het verblijf in de tweede klasse KNVB was van korte duur, na een jaar daalde de ploeg weer af naar de derde klasse.
In 2010 is een kunstgrasveld aangelegd waarmee de vereniging over drie wedstrijdvelden beschikt. Ook is in 2010 het voorzitterschap van de vereniging overgedragen van Herman Kleine Koerkamp aan Rene Jansen. Bij deze overdracht werd Kleine Koerkamp benoemd tot erevoorzitter.
In 2012 nam Hans Ellenbroek afscheid als secretaris en droeg na 33 jaar zijn functie over aan Mark Brok. Tijdens de jaarvergadering werd hij door burgemeester Han Noten volledig verrast en deze mocht bij hem de versierselen opspelden die horen bij een Lid in de Orde van Oranje Nassau. Daarnaast werd hij benoemd tot erelid van de vereniging.
Nadat Lemelerveld in 2012 degradeerde uit de derde klasse, werd het in het seizoen hierna onder leiding van Edwin Duim met een enorme voorsprong kampioen. In 2014 werd de club zelfs voor de tweede jaar op rij klassekampioen en promoveerde het na veertien jaar opnieuw naar de tweede klasse. Echter na één seizoen degradeerde de club terug naar de derde klasse. Na twee seizoenen doorgebracht te hebben in de deze klasse, promoveerde Lemelerveld middels het klassekampioenschap onder leiding van de nieuwe hoofdtrainer Richard Smit in 2017 voor de derde keer naar de tweede klasse.
Tegenwoordig heeft de club ongeveer 800 leden.

## Erelijst
- Kampioen 3e klasse KNVB: 1998, 2014, 2017
- Kampioen 4e klasse KNVB: 1985, 1996, 2007, 2013
- Kampioen 1e klasse Afdeling Zwolle: 1951, 1972
- Kampioen 2e klasse Afdeling Zwolle: 1949, 1970
- Kampioen 3e klasse Afdeling Zwolle: 1968

## Competitieresultaten 1946–heden
| – |

| – |

| 1 |

| – |

| 1 |

| 10 4C |

| 11 4C |

| 12 4C |

| – |

| – |

| – |

| – |

| – |

| – |

| – |

| – |

| – |

| – |

| – |

| – |

| 2 |

| 1 |

| – |

| 1 |

| 2 |

| 1 |

| 9 4H |

| 5 4H |

| 4 4H |

| 4 4H |

| 5 4H |

| 5 4H |

| 10 4H |

| 6 4H |

| 4 4H |

| 4 4H |

| 10 4H |

| 3 4H |

| 1 4H |

| 2 3B |

| 3 3B |

| 8 3B |

| 10 3B |

| 9 3B |

| 8 3B |

| 5 3B |

| 7 3B |

| 3 3B |

| 10 3B |

| 1 4H |

| 5 3B |

| 2 3B |

| 12 2J |

| 8 3B |

| 10 3B |

| 8 3B |

| 8 3B |

| 10 3B |

| 10 3A |

| 8 4H |

| 1 4H |

| 7 3A |

| 3 3B |

| 6 3B |

| 8 3B |

| 11 3B |

| 1 4H |

| 1 3B |

| 11 2J |

| 8 3B |

| 1 3B |

| 7 2L |

| 2 2L |

| – 2K |

| – 2J |

| 9 2J |

| 11 2I |

| 9 3A |

| 12 3K |

| – 4 |

| Tweede klasse | Derde klasse | Vierde klasse | Eerste klasse ZVB | Tweede klasse ZVB | Derde klasse ZVB |

In elke staaf van de grafiek staat van boven naar beneden vermeld: 
- Eindnotering

Dit is de positie die de club heeft bereikt in de competitie, zonder eventuele beslissings-, play-off- of nacompetitiewedstrijden die nodig zijn geweest om bijvoorbeeld de kampioen van de competitie te bepalen.
Indien een * achter het getal staat is de notering een tussenstand en kan het zijn dat de notering niet overeenkomt met de uiteindelijke eindstand van de competitie.
Staat er een - dan is het seizoen nog bezig en is er geen definitieve uitslag bekend.
Staat er xx op de positie van de notering, dan heeft de club vroegtijdig de competitie verlaten. Dit kan onder andere komen door terugtrekking van het team, faillissement van de club of door een uitgedeelde straf van de KNVB. In veel gevallen staat elders in het artikel de reden vermeld.
Staat er een ? dan is het resultaat uit het verleden onbekend, en is alleen de competitie of het niveau bekend van dat seizoen.
In de seizoenen 2019/20 en 2020/21 werd wegens de coronacrisis het amateurvoetbal afgebroken. Daardoor kennen deze staven geen eindklassering (middels -- weergegeven).
- Competitieniveau en afdelingsletter of Officiële eindstand Eredivisie
  - Competitieniveau en afdelingsletter

Hierbij geeft het getal het niveau weer, dat ook terug te vinden is in de legenda. De letter is de afdelingsaanduiding en wordt gebruikt wanneer er meer afdelingen zijn op hetzelfde niveau. De afdelingsletter is altijd een hoofdletter en wordt meestal zonder nummer gebruikt.
Voorbeeld: 2F is niveau 2e klasse competitie F.
Het competitieniveau en nummer wordt niet vermeld wanneer er slechts één competitie van dit niveau was.
  - Officiële eindstand Eredivisie (getal staat tussen haakjes vermeld)

Sinds de introductie van play-offwedstrijden voor Europees voetbal na afloop van de reguliere competitie in 2005/06, is de KNVB verplicht een eindstand van de Eredivisie door te geven aan de UEFA aan de hand van deze play-offwedstrijden.
Bij deze eindstand staan clubs die zich hebben gekwalificeerd voor Europees voetbal hoger dan clubs die zich niet wisten te kwalificeren. Indien er geen verschil was tussen de eindnotering en de officiële eindstand, staat dit getal niet vermeld.

- Onderafdeling

Hier staat afgekort de naam van de onderafdeling indien de club in dat jaar in een onderafdeling uitkwam. Tevens staat deze afkorting in de legenda en wordt gelinkt naar het artikel over deze onderafdeling. Deze afkorting wordt alleen vermeld wanneer de club in het verleden in verschillende onderafdelingen heeft gespeeld. Deze vermelding is in de staaf altijd in kleine letters. Deze onderafdelingen zijn na het seizoen 1995/96 afgeschaft. Heeft de club in slechts één onderafdeling gespeeld, dan is dit alleen terug te vinden in de legenda.
Onder de staaf staat het jaartal vermeld waarin het seizoen is afgesloten. 15 verwijst naar het seizoen 2014/15 of eventueel het seizoen 1914/15.
Wanneer een staaf leeg is, zijn deze gegevens niet bekend. Het kan ook zijn dat de club dat seizoen niet heeft meegespeeld op het hogere amateurniveau, vroegtijdig de competitie heeft verlaten of uit de competitie is gezet.

In het seizoen 1944/45 was er wegens de Tweede Wereldoorlog geen regulier competitievoetbal.

## Bekende (oud-)leden
- René Grotenhuis
- Mike Hauptmeijer
- Maikel Kieftenbeld